# Pommersfelden
Pommersfelden – miejscowość i gmina w Niemczech, w kraju związkowym Bawaria, w rejencji Górna Frankonia, w regionie Oberfranken-West, w powiecie Bamberg. Leży około 15 km na południe od Bambergu, nad rzeką Reiche Ebrach, przy autostradzie A3, drodze B505 i linii kolejowej Schlüsselfeld – Bamberg.

## Dzielnice
W skład gminy wchodzą następujące dzielnice:
- Pommersfelden
- Steppach
- Limbach
- Sambach
- Oberndorf
- Weiher
- Schweinbach
- Unterköst
- Stolzenroth
- Wind
- Obergreuth
- Lonnershof
- Hundshof
- Rattelshof

## Demografia

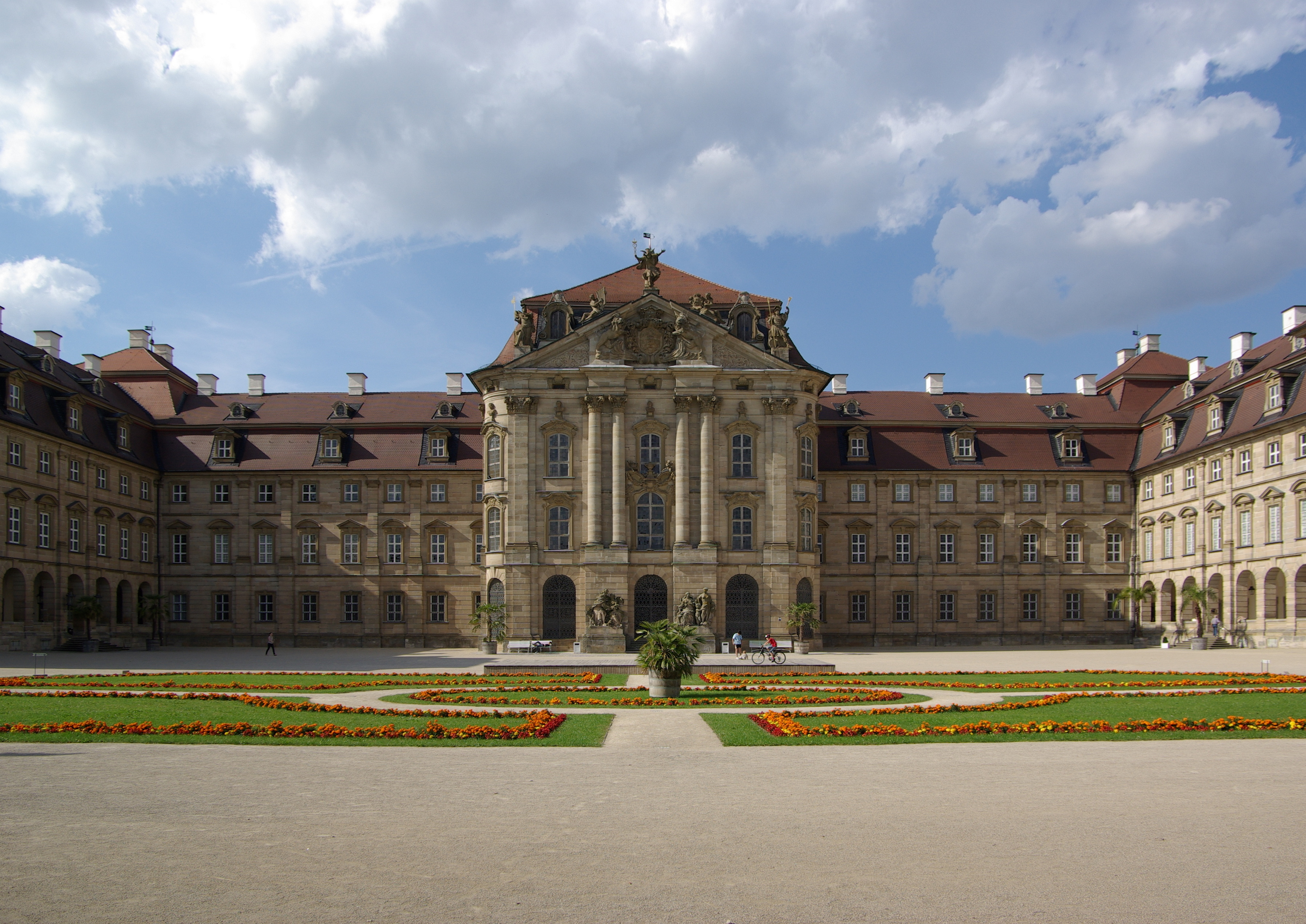
Pałac Weißenstein

| Rok  | Liczba mieszk. |
| ---- | -------------- |
| 1970 | 2.009          |
| 1987 | 2.253          |
| 2000 | 2.653          |
| 2006 | 2.907          |

## Zabytki i atrakcje
- pałac Weißenstein